# Земля (електроніка)
|                      |  |                 |  |            |
| З'єднання з корпусом |  | Сигнальна земля |  | Заземлення |

Земля в електроніці — вузол електричного кола, потенціал якого умовно приймається за нуль. Інакше кажучи, вся напруга в системі бере відлік від потенціалу землі. Вибір землі довільний, однак на практиці частіше всього за землю приймають один з виводів джерела живлення. При однополярному джерелі зазвичай землею вважають його мінусову клему, при двуполярному джерелі за землю приймають його середню точку. Іноді в англомовній літературі на схемах позначається GND (від англ. Ground — земля).

Джерело двохполярного живлення з об'єднаною землею

## Різновиди

### Сигнальна земля
Сигнальна земля — вузол електричного кола, відносно якого вимірюють сигнали в схемі.

### Віртуальна земля
В електронних схемах можуть існувати такі вузли, потенціал яких дорівнює потенціалу землі, однак вони не мають з'єднання з землею. Вузол з такими властивостями називають віртуальною землею. Класичним прикладом віртуальної землі є інвертуючий вхід операційного підсилювача, включеного за схемою інвертуючого підсилювача.

## «Мекка» заземлення
Іноді навіть суцільний мідний провідник не гарантує еквіпотенціальності по всій своїй довжині. Така ситуація виникає при протіканні значного струму по земляному провіднику з малою площею поперечного перерізу. В результаті потенціал в різних точках землі може відрізнятися на десятки мілівольт. В деяких випадках це може привести до небажаних наслідків. Наприклад, якщо декілька потужних навантажень підключені до джерела напруги через загальну земляну шину, то зміна струму, який споживає одне навантаження, буде викликати зміну напруги решти навантажень. Для мінімізації подібного взаємовпливу земляні провідники, які йдуть до кожного навантаження, повинні розходитися з однієї точки, яка і отримала назву «мекка» заземлення.
Від цієї ж точки слід брати потенціал для зворотнього зв'язку в стабілізаторі, який регулює напругу для навантажень, підключених до «мекки» заземлення. При цьому можна бути впевненим, що вихідна напруга стабілізатора є стабілізованою відносно «мекки» заземлення, а не будь-якої іншої точки шини заземлення.